# 産業貿易センタービル
産業貿易センタービル（さんぎょうぼうえきセンタービル）は、神奈川県横浜市中区山下町にある建築物である。

## 歴史
1967年頃、横浜商工会議所の発案で明治100年の記念事業として「産業貿易センタービル」の建設計画が持ち上がる。1969年5月、神奈川県・横浜市と横浜商工会議所が協力して「産業貿易センター建設調査協議会」を設置。1973年7月、株式会社産業貿易センター設立。同年12月に、産業貿易センタービルを着工した。約2年の工期ののち、1975年10月に竣工、11月に開館した。
建物の区分所有割合は、株式会社産業貿易センター64.2％、横浜市15.5％、横浜商工会議所12.2％、神奈川県8.1％である。

## テナント
8階に横浜商工会議所、7階に株式会社ポートサービス本社、2階にパスポートセンター本所、1階に横浜市観光協会などが入るほか、2階から地下1階にかけて飲食店や小売店が入居する。1階・2階には、横浜市工業会連合会が運営するコンベンションホール「横浜産貿ホール マリネリア」が開設されている。横浜エフエム放送（FM横浜）は、1985年の開局当初は本ビル3階に所在したが、1993年に横浜ランドマークタワーに移転した。

## 周辺
北西はシルクセンター、南東は神奈川県立県民ホールに隣接し、北東側には山下公園が広がる。最寄駅はみなとみらい線日本大通り駅で徒歩3分ほど。JR根岸線・横浜市営地下鉄ブルーライン関内駅および根岸線石川町駅からは徒歩15分ほどである。